# Josef Nosek
Josef Nosek (* 21. srpna 1967 Praha) je pražský komunální politik. V letech 1998 až 2014 byl zastupitelem a od listopadu 2000 do února 2011 působil jako starosta městské části Praha 8. V letech 2007 až 2014 byl zastupitelem a od listopadu 2010 do května 2013 působil jako náměstek primátora a člen rady hlavního města Prahy. Patřil k nejvlivnějším politikům pražského sdružení Občanské demokratické strany. Před rokem 2010 byl členem vnitrostranické opozice k Pavlu Bémovi a ke skupině politiků z okruhu Borise Šťastného. V listopadu 2011 patřil k hlavním organizátorům vnitrostranického puče na pražském magistrátu, kde ve spojení s primátorem Bohuslavem Svobodou a bez vědomí předsedy ODS v Praze Šťastného vyjednal novou koalici mezi částí ODS a TOP 09.

## Vzdělání, podnikání, veřejné funkce a názory
Má středoškolské vzdělání. Mezi roky 1985–1987 pracoval jako technik výpočetního střediska ČKD, poté byl do roku 1989 vedoucím výpočetního střediska Středočeské plynárenské, krátce působil jako samostatný vědeckovýzkumný pracovník Ústavu dopravního inženýrství Praha. Po roce 1990 byl podnikatelem v oblasti zabezpečení objektů. Od roku 1991 do současnosti drží podíl v počítačové firmě GRIFFIN spol. s r.o..
Od listopadu 2000 byl starostou městské části Praha 8, kde vystřídal svého stranického konkurenta Václava Musílka. V čele radnice Prahy 8 byl po volbách v roce 2010 (resp. během projednání ústavní stížnosti na volby u Ústavního soudu na jaře 2011) nahrazen svým stranickým kolegou Jiřím Janků, částečný vliv na dění na radnici Prahy 8 si však ponechal jako řadový radní.
Po ustavení Svobodovy první magistrátní koalice ODS-ČSSD byl na sklonku roku 2010 zvolen do funkce náměstka primátora pro územní plánování. V této pozici byl opakovaně kritizován za nekoncepční obsazování významných pozic na magistrátu neodborníky (neschopnost jednat o rozvoji města s odbornou veřejností a urychleně řešit problém hluku z pražské dopravy nebo vypořádat připomínky k novému územnímu plánu. Podle MF Dnes z 18. října 2011 měl Nosek nejvíce absencí na schůzích magistrátních orgánů.
Hrál významnou roli při puči Svobodovy části ODS a vzniku nové koalice s TOP 09 v listopadu 2011, kdy se podílel na odstavení předsedy pražské ODS Borise Šťastného od vlivu na radnici. Po této změně zůstal náměstkem primátora, místo původních pravomocí se však stal radním pro dopravu. Z této funkce byl odvolán 23. května 2013.
V komunálních volbách v roce 2018 kandidoval do zastupitelstva Prahy 8 jako lídr kandidátky subjektu „STAROSTOVÉ PRO PRAHU“ (tj. HPP a nezávislí kandidáti), ale nebyl zvolen.
V komunálních volbách v roce 2022 kandidoval do zastupitelstva Prahy 8 jako lídr kandidátky subjektu „Praha 8 bez chaosu s krizovými manažery“ (tj. hnutí PRO Zdraví), ale nebyl zvolen.

## Pozice v ODS
Členem ODS byl od roku 1997. Nosek byl mezi roky 2006–2011 předsedou vlivného oblastního sdružení ODS v Praze 8, které stálo k opozici k Radě hl. m. Prahy vedené Pavlem Bémem. Ze sdružení v Praze 8 zaznívala hlasitá kritika na téma nedostatečné úrovně vnitrostranické demokracie jak ze strany místních politiků (bývalý místostarosta Jan Lukavský, odvolaný radní Tomáš Chvála), tak od syna prezidenta ČR Václava Klause mladšího. Problematické bylo zejména působení oblastní manažerky ODS Oldřišky Cibulkové a jejího syna, vedoucího odboru životního prostředí ÚMČ Praha 8 Martina Cibulky.
V březnu 2010 byl v souvislosti s oslabováním pozice stávajícího primátora zvolen členem představenstva Dopravního podniku hlavního města Prahy, v dubnu byl zvolen místopředsedou oblastního sdružení strany v Praze. Od roku 2010 patřil k nejvlivnějším členům pražského vedení strany. V listopadu 2013 ukončil své členství v ODS kvůli zvolení Filipa Humplíka šéfem pražské ODS a místostarostky Prahy 8 Vladimíry Ludkové 1. místopředsedkyní.

## Kandidatura do Senátu
Ve volbách do Senátu PČR v roce 2018 kandidoval jako nestraník za hnutí Pro Prahu (HPP) v obvodu č. 23 – Praha 8. Se ziskem 5,14 % hlasů skončil na 7. místě, a nepostoupil tak do druhého kola voleb.

## Projekt Centrum Nová Palmovka
Nosek podporuje projekt Nová Palmovka za 1,4 miliardy korun (nyní je to prý 1,14 mld. korun), které má vyrůst na nároží ulic Zenklova a Sokolovská na Palmovce. Na začátku roku 2010 zahájila radnice Prahy (ve volebním období 2006–2010 zde měla ODS 60 % hlasů) přípravu Centra Palmovka. Jeho součástí měl být hypermarket a komerční kancelářské plochy. Později byl projekt částečně přepracován a hypermarket byl nahrazen menším supermarketem. Celou investici více než 1,14 miliardy korun má hradit Praha 8 z fondu, který vznikl privatizací bytů. Projekt se stal součástí předvolebího boje v roce 2010 kdy část opozice využila faktu, že byl projekt včetně realizační a provozní smlouvy schválen tři týdny před komunálními volbami nejtěsnější většinou 23 hlasů (mimo většiny členů ODS byl pro i jediný nezávislý zastupitel Václav Musílek). Proti centru se postavily všechny tehdejší opoziční strany v zastupitelstvu Prahy 8 i místní organizace TOP 09, která nebyla v tehdejším zastupitelstvu zastoupena. Po komunálních volbách v roce 2010 však TOP 09 změnila svůj názor a po seznámení s projektem jej nyní jakožto koaliční strana na radnici Prahy 8 plně podporuje.